# Monument aux morts de Thuir
Le monument aux morts de Thuir est un monument aux morts  créé par Gustave Violet et situé à Thuir (Pyrénées-Orientales). 

## Histoire
Le monument aux morts, ainsi que les deux portails attenants, font l’objet d’une inscription au titre des monuments historiques le 18 octobre 2018.